# Sivakkajärvi
Sivakkajärvi är en sjö i Pajala kommun i Norrbotten och ingår i Torneälvens huvudavrinningsområde. Sjön har en area på 0,0392 kvadratkilometer och ligger 233 meter över havet.

## Delavrinningsområde
Sivakkajärvi ingår i det delavrinningsområde (749985-179244) som SMHI kallar för Mynnar i Lainioälvens vattendragsyta. Medelhöjden är 232 meter över havet och ytan är 62,36 kvadratkilometer. Det finns inga avrinningsområden uppströms utan avrinningsområdet är högsta punkten. Kangosenoja som avvattnar avrinningsområdet har biflödesordning 3, vilket innebär att vattnet flödar genom totalt 3 vattendrag innan det når havet efter 262 kilometer. Avrinningsområdet består mestadels av skog (61 procent) och sankmarker (29 procent). Avrinningsområdet har 0,91 kvadratkilometer vattenytor vilket ger det en sjöprocent på 1,5 procent.